# 背背佳
背背佳是天津一品科技发展有限公司开发的一款矫正中小学生坐姿站姿的穿戴式医疗产品，用于治疗弯腰驼背等不正常姿态，基于天津大学物理系袁兵教授设计的「英姿带」，原理是通过弹力带对穿戴者的姿态进行外力矫正，后来被指出医学效果与其广告宣传不符。
2005年，橡果国际从杜国楹手中购得背背佳股权，自此背背佳成为橡果国际旗下品牌。其后，品牌运营方橡果贸易资不抵债，经营陷入困境。2021年11月7日，可孚医疗宣布将收购背背佳母公司橡果贸易100%股权，以拓展康复类产品的品类。

## 营销
背背佳于1997年8月开始在中国上市发售，并邀请了中国大陆家庭情景喜劇《我爱我家》中賈圓圓的饰演者關凌作为代言人拍摄电视广告，后又邀请中國大陸歌舞組合青春美少女组合、梦幻想组合以及超级女声选手何洁等明星代言拍摄广告，亦为何洁创作广告主题曲《快乐宝贝》。所拍摄的电视广告投放在中央电视台以及各地方电视台。2000年时，背背佳销售额达到了2.5亿元人民币。背背佳业务被可孚收购后，其产品再次进入公众视野，并赞助多档综艺节目，至2024年5月邀请演员白鹿担任代言人。

## 争议
背背佳的产品设计目的是矫正青少年的姿态，避免出现驼背，以及对出现驼背的青少年进行矫正，使其恢复正常。但具体的效果却存在争议，一些使用了背背佳的青少年的驼背现象并没有得到改善，反而出现了腰椎前凸或胸椎后凸的副作用。有骨科医师指出，背背佳无法矫正脊柱侧弯，应到正规医院接受检查治疗。